# Richard Garcia
Richard Garcia (Perth, 4 settembre 1981) è un ex calciatore e allenatore di calcio australiano di origini spagnole, attaccante o ala destra, assistente della nazionale australiana U23.

## Carriera

### Nazionale
Ha giocato nella nazionale australiana Under-23.
Ha partecipato ai Mondiali del 2010.

## Palmarès

### Club

#### Competizioni giovanili
- FA Youth Cup: 1

West Ham: 1998-1999